# Liste von Persönlichkeiten der Stadt Witten
Die Liste von Persönlichkeiten der Stadt Witten führt in chronologischer Reihenfolge nach Geburtsjahr Personen auf, die in Witten geboren und/oder gestorben sind, sowie einige bedeutende Persönlichkeiten, die überwiegend in Witten gewirkt haben.

## In Witten geborene Persönlichkeiten

### 17. Jahrhundert
- Arndt Bottermann († 1647), Bauer, wurde in einem Hexenprozess schuldig erklärt und hingerichtet

### 18. Jahrhundert
- 1784, Helene Lohmann († 1866), Industrielle
- 1794, Carl Ludwig Berger († 1871), Industrieller
- 1799, Wilhelm Diedrich Albert († 1878), Superintendent von Hagen und Präses der Westfälischen Provinzialsynode

### 19. Jahrhundert

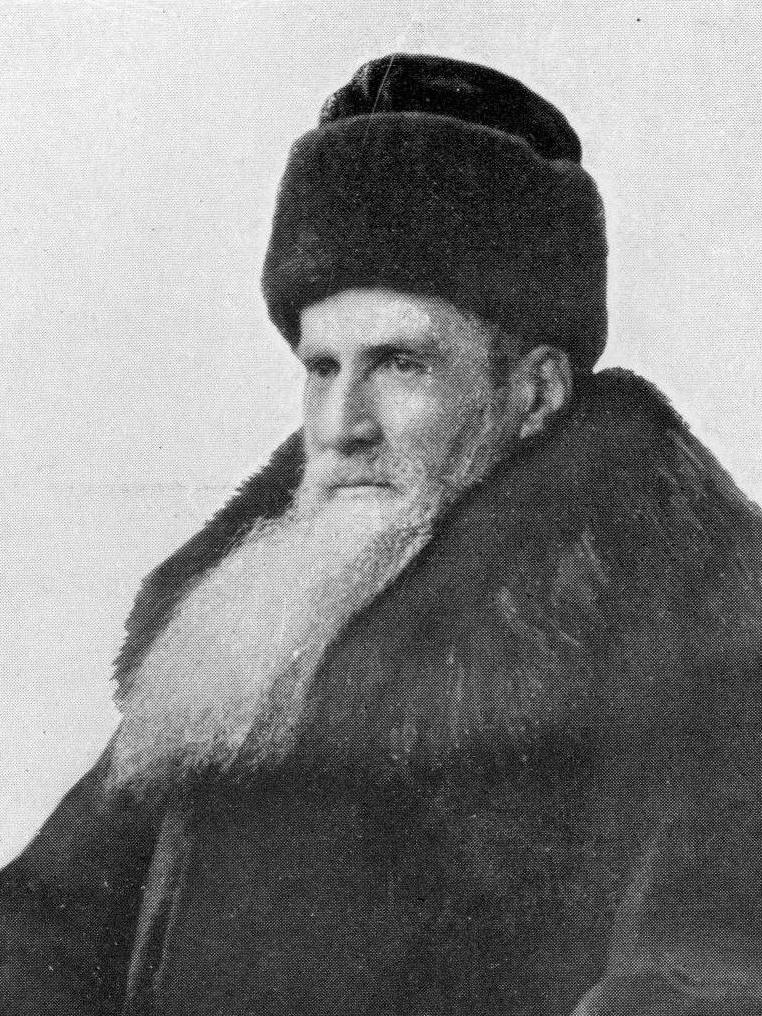
Friedrich Wilhelm Baedeker (1823–1906), deutscher Evangelist, Erweckungsprediger und Missionar, der vor allem in Russland wirkte.

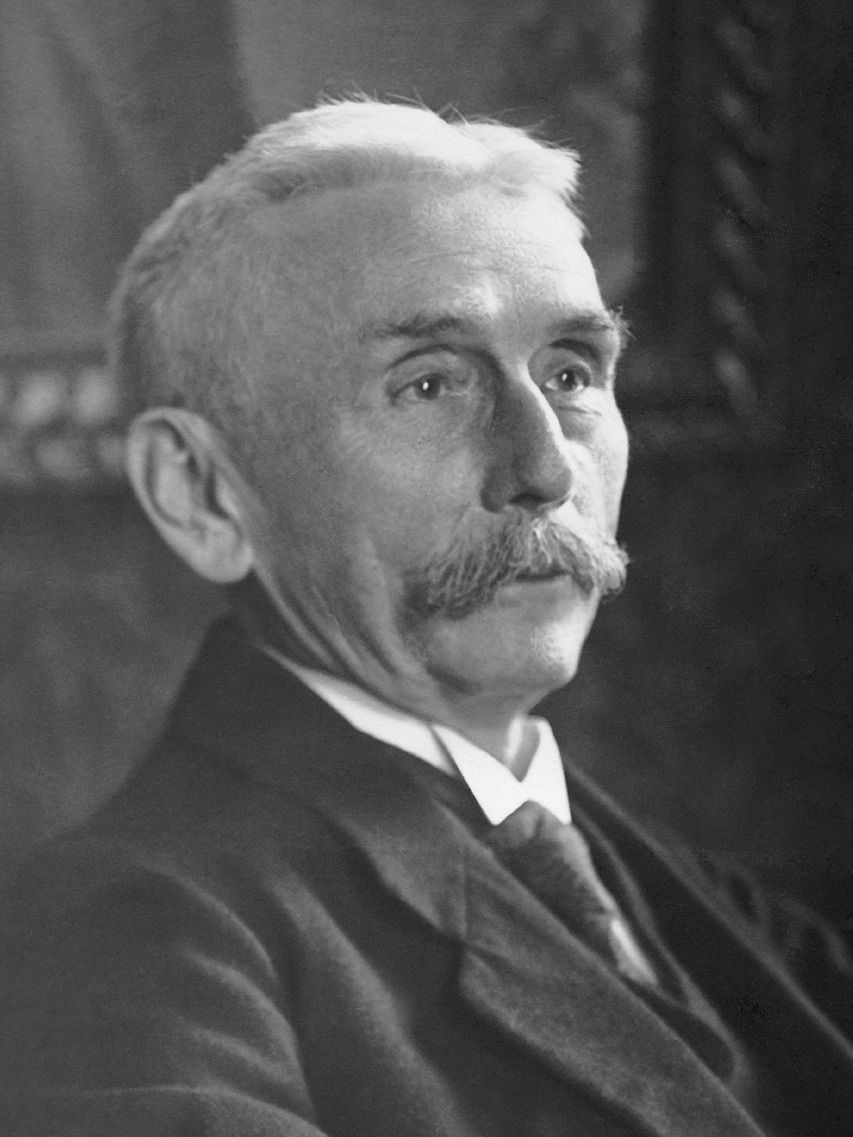
Friedrich Otto Schott (1851–1935), deutscher Chemiker, Glastechniker, Unternehmer und Erfinder des hitzebeständigen Jenaer Glases.

- 1814, Julius Theodor Baedeker († 1880), Buchhändler und Verleger
- 1823, Friedrich Wilhelm Baedeker († 1906 in Weston-super-Mare), Evangelist
- 1829, Louis Constanz Berger († 1891 in Horchheim), Industrieller und Politiker
- 1835, Friedrich König († 1914 in Düsseldorf), Superintendent von Bochum und Präses der Westfälischen Provinzialsynode
- 1848, Gustav Haarmann († 1911 in Berlin), Politiker
- 1850, Adolf König († 1900), Arzt und Politiker
- 1851, Otto Schott († 1935 in Jena), Erfinder des hitzebeständigen Jenaer Glases
- 1855, Eduard Kaiser († 1911), Alleinvorstand und Sanierer bei Buderus
- 1862, Max Crone († 1939 in Heidelberg), Theologe und Schriftsteller
- 1868, Heinrich Unger († 1939), Buchhalter und Politiker (NSDAP)
- 1989, August Haffner († 1941), Semitist und Rektor der Universität Innsbruck
- 1869, Gustav Rockholtz († 1938), Maler
- 1870, Gustav Knepper († 1951 in Essen-Bredeney), Unternehmer
- 1870, Gottfried August Neumann-St. George († 1923 in Küsnacht), deutsch-schweizerischer Landschaftsmaler, Figurenmaler und Stilllebenmaler
- 1872, Otto Schlüter († 1959 in Halle/Saale), Siedlungsgeograph
- 1873, Heinrich Tiaden († 1949 in Ebersteinburg), Schriftsteller
- 1875, Martha Dönhoff († 1955 in Langendreer, Bochum), Frauenrechtlerin und liberale Politikerin
- 1876, Karl Koch († 1951 in Bielefeld), Theologe, Präses der ev. Kirche von Westfalen
- 1876, Gustav Lohmann († 1967 in Stolberg), Pfarrer und Kirchenliederdichter
- 1876, Oskar Rosendahl († 1941 in Huizen), Architekt in Düsseldorf und Köln
- 1878, Alexander Hohrath († 1913 in Dresden), Architekt
- 1878, Hermann Voss († 1957 in Frankfurt am Main), Rechtsanwalt und Verbandsfunktionär
- 1880, Friedrich Schmidt († 1950 in Landau/Pfalz), im Ortsteil Heven geborener Gewerkschafter, Politiker und Widerstandskämpfer
- 1881, Gerta Krabbel († 1961 in Aachen), Historikerin und Schriftstellerin
- 1882, Wilhelm Alef († 1957 in Hagen), Politiker (Zentrum, CDU)
- 1883, Bernhard Meuser († 1949), Politiker, Mitglied des Landtags Nordrhein-Westfalen
- 1884, Georg Goyert († 1966), literarischer Übersetzer
- 1887, Max Krabbel († 1961 in Baden-Baden), Chirurg und Verfechter der Eugenik
- 1888, Wilhelm Ernst († 1953 in Hamburg), Geologe, Mineraloge und Paläontologe
- 1888, Rosi Wolfstein († 1987 in Frankfurt am Main), Mitbegründerin der KPD
- 1888, Rudolf Bosenius († 1960 in Quakenbrück), Pionier der Luftfahrt
- 1890, Fritz Uphoff († 1966 in Worpswede), Maler
- 1891, Wilhelm Philipps der Jüngere († 1982 in Hagen), evangelischer Theologe, Pfarrer, Direktor der Inneren Mission Berlin
- 1892, Tatjana Irrah († 1949 in Essen), Theater- und Stummfilmschauspielerin
- 1892, Elisabeth Kellermann († 1979 in Uelsby), Zeichenlehrerin und Buchillustratorin in Itzehoe
- 1893, Heinrich Hömberg († 1961 in Düsseldorf), Kaufmann und Politiker (Wirtschaftspartei), Mitglied des Reichstags
- 1893, Willi Stör († 1977 in Friedberg), Kunstflieger
- 1894, Heinrich Jungebloedt († 1976 in Schulzendorf), Mosaizist
- 1897, Joseph Schmidt-Görg († 1981 in Bad Neuenahr), Musikwissenschaftler
- 1899, Paul Pleiger († 1985 in Buchholz), Unternehmer, NSDAP-Gauwirtschaftsberater für Kohle
- 1900, Josef Sieber († 1962 in Hamburg), Schauspieler

### 20. Jahrhundert

#### 1901 bis 1920
- 1901, Hanns Möller-Witten († 1966 in Witten), Militärschriftsteller und Journalist
- 1901, Richard Oetzel († 1985 in Witten), Unternehmer und Politiker (CDU)
- 1902, Theodor Detmers († 1976 in Hamburg), Kapitän zur See
- 1904, Otto Flehinghaus († 1987 in Düsseldorf), christlicher Politiker (CDU)
- 1904, Hein Gorny († 1967 in Hannover), Fotograf
- 1904, Werner Kreuzhage († 1989 in Nonnenhorn), Maler
- 1905, Albert K. Hömberg († 1963 in Telgte), Historiker
- 1905, Robert Ruthenfrantz († 1970), Musiker, Begründer der Wittener Tage für neue Kammermusik
- 1905, Geerd Spanjer († 1992), Lehrer und Autor
- 1906, Egon Friemann († 1967), Regierungspräsident in Osnabrück
- 1907, Fritz Buchthal († 2003), Neurophysiologe
- 1909, Walter Voss († 1963), Politiker (SPD), Mitglied des Landtags von Nordrhein-Westfalen
- 1909, Gertrud / Trude Roesler († 1976 in Essen), Opernsängerin der städtischen Bühnen in Dortmund, Bielefeld und Essen
- 1911, Hugo Kraas († 1980), SS-Brigadeführer und Generalmajor der Waffen-SS
- 1913, Kurt Dörnemann († 2009), Schriftsteller
- 1913, Hermann Rahe († 1998 in Düsseldorf), Verwaltungsjurist und Ministerialbeamter
- 1914, Erich Maltz († 2007), internationaler Radsport-Kommissar und TV-Kommentator
- 1916, Carlheinz Vorsteher (* 1916 in Witten), Flottillenadmiral
- 1920, Ludwig Leithe (* 19. Juni 1920 in Witten); SS-Oberscharführer, einer der fünf SS-Täter der Massaker vom Lago Maggiore

#### 1921 bis 1940
- 1923, Hans Beerhenke († 1995), Schauspieler
- 1923, Robert Graf († 1966), Schauspieler
- 1923, Ernst Nolte († 2016), Historiker und Politikwissenschaftler, geboren in Rüdinghausen (damals noch kein Ortsteil von Witten)
- 1923, Heinrich Schmidt-Matthiesen († 2006), Mediziner und Hochschullehrer
- 1924, Otto van de Loo († 2015), Galerist
- 1925, Günter Drebusch († 1998), Künstler
- 1926, Hermann Kirchhoff († 2012), römisch-katholischer Geistlicher und Hochschullehrer
- 1927, Hugo Ernst Käufer († 2014), Bibliothekar und Schriftsteller
- 1928, Hans-Georg Steiner († 2004), Mathematiker, Hochschullehrer
- 1929, Hatto Ständer († 2000), Komponist sakraler Musik
- 1930, Herbert Dörner († 1991), Fußballspieler
- 1930, Hans-Martin Linnemann († 2024), Theologe und Präses der ev. Kirche von Westfalen
- 1930, Karl-Wilhelm Welwei († 2013), Historiker
- 1930, Friedhelm Werremeier († 2019), Schriftsteller und Drehbuchautor
- 1931, Martin Schloemann († 2022), evangelischer Theologe
- 1932, Erich Schöppner († 2005), Boxer
- 1932, Charles Wilp († 2005), Werber, Künstler, Fotograf und Kurzfilmregisseur
- 1933, Oskar Pawelski († 2023), Metallurge, Hochschullehrer
- 1934, Werner Dinkelbach († 2011), Wirtschaftswissenschaftler
- 1935, Rainer von Schilling († 2007), Verleger, Herausgeber des Mannheimer Morgen
- 1935, Burghard Schloemann († 2025), Kirchenmusiker, Komponist und Organist
- 1935, Horst Stuckmann († 2008), ev. Pfarrer und Funktionär der VVN
- 1936, Reinhard Düchting († 2018), Professor für Mittellateinische Philologie
- 1936, Martin Geck († 2019), Musikwissenschaftler
- 1937, Eberhard Busch, Theologieprofessor
- 1938, Ewerdt Hilgemann, Künstler
- 1939, Wilfried Kramps († 2017), Politiker (SPD) und Landtagsabgeordneter
- 1939, Jürgen Löchter, em. Professor an der Musikhochschule in Köln
- 1940, Erwin Hufnagel († 2022), Erziehungswissenschaftler, Professor an der Universität Mainz
- 1940, Klaus Rost († 2023), Ringer

#### 1941 bis 1960
- 1942, Wilfried Echterhoff, Psychologe und Hochschullehrer
- 1942, Ulrich Schmidt († 2021), Politiker (SPD) und Präsident des Landtages von Nordrhein-Westfalen
- 1943, Ulrich Harbecke, Fernsehredakteur und Schriftsteller
- 1946, Stephan Remmler, Sänger bei Trio
- 1946, Wolfram Siemann, Historiker
- 1947, Heinz-Werner Dämmer, Ur- und Frühgeschichtler
- 1947, Rudolf Robbert, niedersächsischer Landtagsabgeordneter (SPD)
- 1949, Walter Machtemes, Medizinsoziologe und Hochschullehrer
- 1950, Karl-Wilhelm Weeber, klassischer Philologe und Althistoriker
- 1951, Stephan Schmidt-Wulffen, Rektor der Akademie der bildenden Künste Wien
- 1952, Alexander Hemprich, Chefarzt, Zahnmedizin Universität Leipzig
- 1952, Bernd Trocholepczy, römisch-katholischer Theologe
- 1952, Heinrich Mikus, Gründer, Sänger und Gitarrist der Heavy Metal-Bands Faithful Breath und Risk
- 1953, Karl-Joachim Hölkeskamp, Althistoriker
- 1954, Ralf Kapschack, Journalist und SPD-Politiker
- 1954, Elke Stein-Hölkeskamp, Althistorikerin
- 1954, Herbert Wolff, politischer Beamter
- 1955, Rainer Baake, Politiker und Staatssekretär
- 1955, Jürgen Hüholdt, Unternehmer und Publizist
- 1956, Ralf-Peter Fuchs, Historiker, Hochschullehrer und Saxophonist
- 1957, Bea Fiedler, Schauspielerin und Fotomodell
- 1957, Rolf Marx, Jazzmusiker
- 1958, Joachim Göbel, römisch-katholischer Geistlicher und Dompropst zu Paderborn
- 1958, Theo West, Entertainer und Reporter
- 1958, Martin Zuhr, Schauspieler und Comedian
- 1959, Guido Grabow, Ruderer, Weltmeister u. 3. bei Olympia 1988
- 1959, Jochen Nickel, Schauspieler
- 1959, Jule Vollmer, Schauspielerin, Rundfunksprecherin, Autorin
- 1959, Uwe Witt, Politiker, MdB (AfD)
- 1960, Friedrich W. Herberg, Biochemiker und Hochschullehrer
- 1960, Peter Münch, Journalist
- 1960, Michaela Nolte, Journalistin, Autorin und Kuratorin
- 1960, Rolf Sethe, Jurist und Hochschullehrer

#### 1961 bis 1980
- 1961, Ingeborg Danz, Sängerin klassischer Musik
- 1961, Bodo Lukowski, Ringer und Trainer, mehrfacher deutscher Meister
- 1962, Thomas Osang, deutsch-US-amerikanischer Wirtschaftswissenschaftler
- 1962, Thomas Martin Schneider, evangelischer Theologe
- 1963, Martin Heidemanns, Journalist
- 1963, Ulrike Herberg, Kinderkardiologin und Hochschullehrerin
- 1963, Axel Lange, Luftfahrtpionier, Erfinder und Unternehmer
- 1963, Claudia Schmacke, Installationskünstlerin und Bildhauerin
- 1964, Johannes Hitzblech, Schauspieler, Regisseur und Schauspielcoach
- 1964, Ralf Lyding, Europameister im Freistilringen
- 1966, Heinrich Schoppmeyer, Richter am Bundesgerichtshof
- 1966, Peter Knäbel, Fußballspieler und -trainer
- 1966, Wolfgang Schmidt, Künstler und Dozent
- 1966, Ansgar Schulz, Architekt und Hochschullehrer
- 1968, Lais Franzen, Artist, Model und Jongleur
- 1968, Benedikt Schulz, Architekt und Hochschullehrer
- 1968, CHINTZ - TUF Crew, Stylewriting, Street Art, Postvandalismus
- 1969, Jens Kloppmann, Konzeptkünstler
- 1970, Nadja Lüders, Rechtsanwältin und Politikerin
- 1970, Christian Lukas, Filmkritiker und Sachbuchautor
- 1970, Andreas Reckwitz, Soziologe und Kulturwissenschaftler
- 1970, Natali Seelig, Schauspielerin
- 1971, Sandra Horn, Jazzmusikerin
- 1971, Tanja Wedhorn, Schauspielerin
- 1975, Dennis Mikus, Musiker und Komponist
- 1976, Stephan Anstötz, Jurist
- 1976, Jan Hegenberg, Sänger
- 1978, Mirko Englich, Ringer, Silbermedaille Olympia 2008
- 1978, Lakmann One, Rapper
- 1979, Cornelia Betsch, Psychologin und Hochschullehrerin
- 1980, Philipp II. Kuschmann OSB, Abt des Benediktinerstiftes Marienberg
- 1980, Ronny Lindemann, Karambolagespieler, Vize-Europameister

#### 1981 bis 2000
- 1982, Timo Achenbach, Fußballspieler
- 1982, Heiner Backhaus, Fußballspieler
- 1982, Dennis Eilhoff, Fußballspieler
- 1984, Erasmus Stein, Zauberkünstler und Komiker
- 1985, Alina Süggeler, Sängerin
- 1987, Sorina Nwachukwu, Sprinterin
- 1988, Mandy Bork, Fotomodell, Mannequin und Zweitplatzierte der vierten Staffel von Germany’s Next Topmodel
- 1989, Lisa Kapteinat, Politikerin (SPD)
- 1991, Alexandra Popp, Fußballspielerin
- 1991, Kevin Vogt, Fußballspieler
- 1993, Anna Hornstein, geborene Florkowski, Schauspielerin
- 1999, Luca Kilian, Fußballspieler
- 2000, Leonie Kockel, Handballspielerin

### 21. Jahrhundert
- 2001, Moritz Römling, Fußballspieler
- 2002, Luis Hartwig, Fußballspieler
- 2004, Lennard Nieleck, Eishockeyspieler

## Persönlichkeiten, die in Witten gewirkt haben

### 19. Jahrhundert
- 1802, Theodor Müllensiefen († 1879), Begründer der Wittener Glasindustrie
- 1874, Andreas Heinrich Blesken († 1959), westfälischer Autor und Heimatforscher
- 1885, Arthur Imhausen († 1951), Chemiker, Begründer der Imhausen-Chemie

### 20. Jahrhundert
- 1902, Alfred Treptow († 1962), Schriftsteller und Pfarrer
- 1905, Johannes Busch († 1956), Pfarrer, Evangelist und Autor
- 1913, Ewald Katzschmann († 1994), Chemiker bei der Imhausen-Chemie
- 1921, Albert Klein († 2013), Kommunalpolitiker (SPD)
- 1928, Hildegard Doebner († 2000), Folkmusik-Managerin
- 1929, Mithat Bayrak († 2014), Bundesliga-Ringer und 2 × Olympiasieger
- 1932, Helmut Spiegel († 2014), Journalist und Schriftsteller
- 1934, Detlef Thierig, Chemiker, Kunstkritiker und parteiloser Kommunalpolitiker
- 1937, Konrad Schily, Gründungspräsident der Universität Witten/Herdecke, ehem. MdB
- 1947, Christel Lechner, Keramikerin und Bildhauerin
- 1948, Manfred Günther, Schulpsychologe und Sozialarbeitswissenschaftler
- 1952, Anthony Arndt, Schauspieler und ehemaliger Radrennfahrer
- 1952, Dietrich Grönemeyer, Mediziner, Unternehmer, Autor und Lehrstuhlinhaber der Universität Witten/Herdecke
- 1952, Sabine Hebenstreit-Müller, Direktorin des Pestalozzi-Froebel-Hauses, Berlin
- 1956, Volker Grabow, Ruderer, Weltmeister, u. a. bei Olympia 1988
- 1956, Volker Lehnert, Bildender Künstler, Hochschullehrer in Stuttgart
- 1960, Detlef H. Mache, Mathematiker und Hochschullehrer
- 1961, Michael Schulz, ehemaliger Fußballnationalspieler
- 1973, André Tanneberger (ATB), Musikproduzent und DJ
- 1991, Zlatan Alomerović, Fußballtorwart

## Ehrenbürger
Nach der offiziellen Lesart der Stadt Witten hat die Stadt keine Ehrenbürger mehr. Im Rahmen einer hitzigen im Jahre 1979 geführten Diskussion, in deren Verlauf die Behauptung aufgestellt wurde, Adolf Hitler sei nach wie vor Ehrenbürger der Stadt Witten, stellt der damalige Stadtdirektor Fritz Schäfer fest:

„Voraussetzung für das Bestehen eines Ehrenbürgerrechts ist die Rechtsfähigkeit, die mit der Geburt beginnt und mit dem Tode endet. Die von der Stadt Witten verliehenen Ehrenbürgerrechte sind mit dem Tod der Beliehenen erloschen.“

Dies würde demnach auch für Paul von Hindenburg und Otto von Bismarck gelten, die fälschlicherweise in verschiedenen Schriften als Ehrenbürger der Stadt genannt werden.